# Adaeulum
Adaeulum – rodzaj kosarzy z podrzędu Laniatores i rodziny Triaenonychidae.

## Występowanie
Przedstawiciele rodzaju zamieszkują Południową Afrykę.

## Systematyka
Opisano 11 gatunków należących do tego rodzaju:
- Adaeulum areolatum (Pocock, 1903)
- Adaeulum bicolor Lawrence, 1931
- Adaeulum brevidentatum Lawrence, 1934
- Adaeulum coronatum Kauri, 1961
- Adaeulum godfreyi Lawrence, 1931 [synonim = Adaeulum coxidens]
- Adaeulum humifer Lawrence, 1963
- Adaeulum monticola Lawrence, 1939
- Adaeulum moruliferum Lawrence, 1938
- Adaeulum robustum Lawrence, 1937
- Adaeulum supervidens Lawrence, 1933
- Adaeulum warreni Lawrence, 1933